# Christopher Wilson
Pour les articles homonymes, voir Wilson.
Christopher Wilson est un luthiste et professeur de luth britannique né le 23 mai 1951 à Redhill dans le comté de Surrey au Royaume-Uni.

## Formation
Christopher Wilson étudie le luth avec Diana Poulton au Royal College of Music de Londres,,, de 1970 à 1972.

## Carrière

### Enseignement
Wilson enseigne le luth au Trinity College of Music de Londres.

### Carrière d'interprète
Christopher Wilson donne son premier concert au Wigmore Hall en 1977.
Par la suite, il interprète et enregistre un grand nombre d'œuvres pour luth solo des XVIe et XVIIe siècles et devient un des principaux luthistes du Royaume-Uni,,.
Il participe à de nombreuses émissions de radio et de télévision, et ses tournées de concerts l'amènent dans la plupart des pays d'Europe, en Russie, aux États-Unis, en Amérique du Sud, à Hong Kong et au Japon,,.
Christopher Wilson forme le duo Kithara avec la luthiste Shirley Rumsey et fonde un autre ensemble appelé le Lute Group.
Son intérêt croissant pour le répertoire combinant chant et luth l'amène ensuite à travailler avec des chanteurs comme le contre-ténor Michael Chance et le ténor Rufus Müller.
Par ailleurs, il se produit avec des ensembles comme The Consort of Musicke, Fretwork, English Baroque Soloists et Gothic Voices,.

## Discographie sélective
Christopher Wilson a publié de nombreux enregistrements consacrés au répertoire du luth et de la vihuela sur plusieurs labels comme Naxos, Virgin, Decca, Chandos, et Brilliant Classics,,.

### Luth solo
- 1991 : Rosa, Elizabethan Lute Music (musiques de Peter Philips, John Johnson, John Taverner, Philip van Wilder, Alfonso Ferrabosco, John Danyel, Francis Cutting, Thomas Robinson, Anthony Holborne et John Dowland)
- 1995 : La Magdalena, lute music in Renaissance France
- 1996 : Dall'Quila, Da Crema: Lute Music : Ricercars - Intabulations - Dances

### Luth en duo (avec Shirley Rumsey)
- 1994 : Lute Music : Fantasias, Ricercars and Duets de Francesco Canova da Milano
- 1998 : Pavans & Galliards de Anthony Holborne et Thomas Robinson
- 1999 : Early Venetian Lute Music
- 2003 : Lute Music de John Johnson

### Vihuela
- 1996 : Music for Vihuela de Luis de Milán et Luys de Narváez

### Luth et chant
- 1991 : From a Spanish Palace Songbook - Music of the time of Christopher Columbus (avec la soprano Margaret Philpot et la luthiste Shirley Rumsey)
- 1993 : The Sypres Curtain of the Night - Elizabethan & Jacobean Lute Songs (avec le contre-ténor Michael Chance)
- 1993 : The First Booke of Songes de John Dowland (avec le ténor Rufus Müller)
- 1993 : The Voice in the Garden : Spanish Songs and Motets, 1480–1550 (avec l'ensemble Gothic Voices, dirigé par Christopher Page)